# Kristi gravläggning (Rafael)

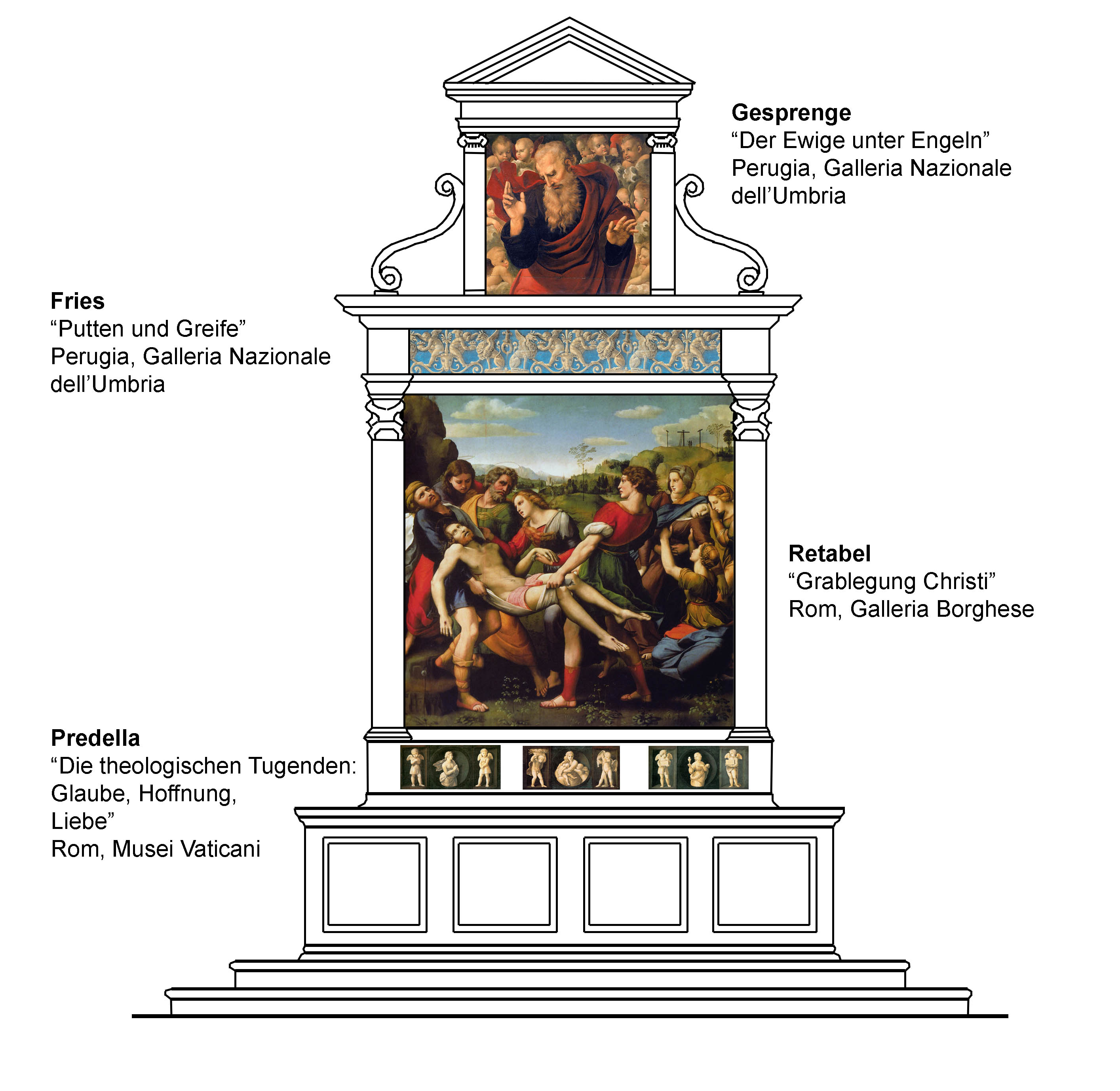
Rekonstruktion av Baglionialtaret i San Francesco al Prato i Perugia.

Kristi gravläggning, benämns även Korsnedtagningen, är en oljemålning av den italienske renässanskonstnären Rafael. Den målades 1507 och är utställd på Galleria Borghese i Rom. 
Målningen visar Kristi gravläggning som den skildras i de fyra evangelierna i Nya testamentet. I Markusevangeliet återges:
| ”                | Då det redan hade blivit kväll – det var förberedelsedag, alltså dagen före sabbaten – kom Josef från Arimataia, en ansedd rådsherre, som också han väntade på Guds rike. Han tog mod till sig och gick till Pilatus och bad att få Jesu kropp. Pilatus blev förvånad över att Jesus redan skulle ha dött. Han kallade till sig officeren och frågade om Jesus verkligen var död. När han fick veta det av officeren skänkte han Josef den döda kroppen. Josef köpte linnetyg, tog ner honom och svepte honom i tyget. Han lade honom i en grav som var uthuggen i berget och rullade en steg för utgången till graven. Maria från Magdala och Maria, Joses mor, såg var han blev lagd. | „ |
| – Mark. 15:42–47 | |   |

I bildens bakgrund till höger avbildas berget Golgata och de tre korsen där Jesu korsfästelse ägde rum. I vänster utkant syns den grotta där Jesu gravplats har förberetts. Två bärare, en av dem sannolikt Nikodemos, bär den döde Jesus som är insvept i ett linnetyg. Bakom honom sörjer den skägglöse lärjungen Johannes, rådsherren Josef från Arimataia och Maria från Magdala – den senare centralt placerad i bilden och hållandes Jesu hand. Efter Jesus följer fyra kvinnor, varav Jungfru Maria är den som av sorg just svimmat. Den knäböjande kvinnan är en hommage till Michelangelo som målat Jungfru Maria sittandes i samma ställning i Tondo Doni. Tavlan är signerad och daterad längst ner till vänster på trappsteget där det står "Raphael Urbinas MDVII" (Urbino var konstnärens hemstad).
Målningen tillkom under Rafaels florentinska period (1504–1508) där han verkade parallellt med högrenässansens två andra giganter: Leonardo da Vinci och Michelangelo. Den var från början en altartavla beställd av Atalanta Baglioni till minnet av hennes son Grifonetto (1477–1500) som dödats under fraktionsstrider med kusinen Gian Paolo Baglioni om makten i Perugia. Grifonetto anses har varit Rafaels förebild för den person som bär Jesu ben.  
Ursprungligen ingick den som huvudmålning i en altaruppställning i kyrkan San Francesco al Prato i Perugia som också innefattade en övre bild av en välsignande Gud Fader (idag utställd i Galleria Nazionale dell'Umbria i Perugia) och en predella som återger de teologala dygderna (idag i Vatikanmuseerna). Målningen fanns kvar i Perugia till 1608 då den fördes till Rom av påve Paulus V som skänkte den till systersonen Scipione Borghese. Under Napoleonkrigen togs målningen till Louvren i Paris, men återfördes efter fredsslutet till Villa Borghese. 